# Adenophora uryuensis
Adenophora uryuensis är en klockväxtart som beskrevs av Kingo Miyabe och Misao Tatewaki. Adenophora uryuensis ingår i släktet kragklockor, och familjen klockväxter. Inga underarter finns listade i Catalogue of Life.